# Oecobius culiacanensis
Oecobius culiacanensis är en spindelart som beskrevs av Shear 1970. Oecobius culiacanensis ingår i släktet Oecobius och familjen Oecobiidae. Inga underarter finns listade i Catalogue of Life.